# Verkehrszahlen des Flughafens Stuttgart

Entwicklung der Verkehrszahlen am Flughafen Stuttgart seit 1948

Die Liste der Verkehrszahlen des Flughafens Stuttgart gibt einen jährlichen Überblick über Passagierzahlen, Luftbewegungen, Luftpost und Luftfracht des Flughafens Stuttgart mit den prozentualen Änderungen zum Vorjahr.

## Verkehrsentwicklung
| Jahr | Flugbewegungen | Flugbewegungen | Passagiere | Passagiere | Luftfracht | Luftfracht | Luftpost  | Luftpost |
| Jahr | Anzahl         | Wachstum       | Anzahl     | Wachstum   | Menge [t]  | Wachstum   | Menge [t] | Wachstum |
| ---- | -------------- | -------------- | ---------- | ---------- | ---------- | ---------- | --------- | -------- |
| 1948 | 1.059          | –              | 5.934      | –          | –          | –          | –         | –        |
| 1949 | 2.817          | 166 %          | 9.730      | 64 %       | 283        | –          | 38        | –        |
| 1950 | 3.223          | 14 %           | 16.793     | 73 %       | 309        | 9 %        | 48        | 26 %     |
| 1951 | 4.483          | 39 %           | 30.494     | 82 %       | 584        | 89 %       | 80        | 67 %     |
| 1952 | 5.118          | 14 %           | 28.214     | −7 %       | 682        | 17 %       | 125       | 56 %     |
| 1953 | 8.207          | 60 %           | 43.457     | 54 %       | 916        | 34 %       | 146       | 17 %     |
| 1954 | 10.370         | 26 %           | 54.205     | 25 %       | 1.375      | 50 %       | 158       | 8 %      |
| 1955 | 17.885         | 72 %           | 79.330     | 46 %       | 1.594      | 16 %       | 214       | 35 %     |
| 1956 | 19.289         | 8 %            | 123.483    | 56 %       | 2.018      | 27 %       | 244       | 14 %     |
| 1957 | 20.548         | 7 %            | 149.916    | 21 %       | 2.228      | 10 %       | 308       | 26 %     |
| 1958 | 24.261         | 18 %           | 182.145    | 21 %       | 2.489      | 12 %       | 350       | 14 %     |
| 1959 | 27.116         | 12 %           | 211.844    | 16 %       | 3.460      | 39 %       | 477       | 36 %     |
| 1960 | 26.567         | −2 %           | 249.374    | 18 %       | 4.277      | 24 %       | 506       | 6 %      |
| 1961 | 30.645         | 15 %           | 290.584    | 17 %       | 5.944      | 39 %       | 946       | 87 %     |
| 1962 | 30.232         | −1 %           | 361.264    | 24 %       | 6.490      | 9 %        | 1.683     | 78 %     |
| 1963 | 30.645         | 1 %            | 381.430    | 6 %        | 6.333      | −2 %       | 2.065     | 23 %     |
| 1964 | 31.957         | 4 %            | 519.360    | 36 %       | 8.692      | 37 %       | 2.730     | 32 %     |
| 1965 | 35.821         | 12 %           | 673.075    | 30 %       | 12.598     | 45 %       | 3.075     | 13 %     |
| 1966 | 40.338         | 13 %           | 777.885    | 16 %       | 14.915     | 18 %       | 3.503     | 14 %     |
| 1967 | 40.983         | 2 %            | 919.505    | 18 %       | 15.515     | 4 %        | 4.272     | 22 %     |
| 1968 | 40.014         | −2 %           | 1.051.903  | 14 %       | 20.894     | 35 %       | 4.676     | 9 %      |
| 1969 | 39.402         | −2 %           | 1.295.954  | 23 %       | 23.539     | 13 %       | 5.031     | 8 %      |
| 1970 | 46.326         | 18 %           | 1.555.752  | 20 %       | 26.073     | 11 %       | 5.238     | 4 %      |
| 1971 | 5.0953         | 10 %           | 1.848.572  | 19 %       | 26.697     | 2 %        | 5.479     | 5 %      |
| 1972 | 50.535         | −1 %           | 2.005.012  | 8 %        | 28.455     | 7 %        | 5.823     | 6 %      |
| 1973 | 46.262         | −8 %           | 1.893.732  | −6 %       | 25.690     | −10 %      | 6.261     | 8 %      |
| 1974 | 52.070         | 13 %           | 2.125.969  | 12 %       | 22.160     | −14 %      | 5.702     | −9 %     |
| 1975 | 49.710         | −5 %           | 2.207.771  | 4 %        | 17.784     | −20 %      | 4.365     | −23 %    |
| 1976 | 48.296         | −3 %           | 2.422.971  | 10 %       | 21.087     | 19 %       | 4.969     | 14 %     |
| 1977 | 43.094         | −11 %          | 2.245.978  | −7 %       | 19.699     | −7 %       | 4.707     | −5 %     |
| 1978 | 49.203         | 14 %           | 2.743.171  | 22 %       | 29.751     | 51 %       | 3.841     | −18 %    |
| 1979 | 51.956         | 6 %            | 2.869.502  | 5 %        | 21.157     | −29 %      | 9.062     | 136 %    |
| 1980 | 57.600         | 11 %           | 2.773.980  | −3 %       | 23.095     | 9 %        | 6.590     | −27 %    |
| 1981 | 54.194         | −6 %           | 2.644.108  | −5 %       | 17.712     | −23 %      | 6.794     | 3 %      |
| 1982 | 49.505         | −9 %           | 2.543.784  | −4 %       | 14.819     | −16 %      | 6.328     | −7 %     |
| 1983 | 48.415         | −2 %           | 2.614.014  | 3 %        | 14.013     | −5 %       | 6.472     | 2 %      |
| 1984 | 52.427         | 8 %            | 2.795.578  | 7 %        | 14.096     | 1 %        | 6.954     | 7 %      |
| 1985 | 60.628         | 16 %           | 3.044.940  | 9 %        | 14.623     | 4 %        | 8.286     | 19 %     |
| 1986 | 63.874         | 5 %            | 3.098.065  | 2 %        | 15.839     | 8 %        | 8.809     | 6 %      |
| 1987 | 71.154         | 11 %           | 3.483.862  | 12 %       | 17.582     | 11 %       | 9.847     | 12 %     |
| 1988 | 79.116         | 11 %           | 3.704.884  | 6 %        | 18.108     | 3 %        | 11.569    | 17 %     |
| 1989 | 87.690         | 11 %           | 3.940.065  | 6 %        | 18.223     | 1 %        | 12.202    | 5 %      |
| 1990 | 88.507         | 1 %            | 4.423.229  | 12 %       | 19.061     | 5 %        | 12.366    | 1 %      |
| 1991 | 91.218         | 3 %            | 4.237.728  | −4 %       | 14.840     | −22 %      | 14.102    | 14 %     |
| 1992 | 97.576         | 7 %            | 4.770.186  | 13 %       | 14.834     | 0 %        | 16.621    | 18 %     |
| 1993 | 98.620         | 1 %            | 5.129.640  | 8 %        | 12.645     | −15 %      | 18.865    | 14 %     |
| 1994 | 98.689         | 0 %            | 5.543.730  | 8 %        | 14.083     | 11 %       | 20.156    | 7 %      |
| 1995 | 98.069         | −1 %           | 5.158.514  | −7 %       | 14.107     | 0 %        | 18.104    | −10 %    |
| 1996 | 109.284        | 11 %           | 6.515.223  | 26 %       | 18.995     | 35 %       | 18.845    | 4 %      |
| 1997 | 110.202        | 1 %            | 6.910.255  | 6 %        | 19.319     | 2 %        | 18.006    | −4 %     |
| 1998 | 113.942        | 3 %            | 7.237.239  | 5 %        | 16.773     | −13 %      | 18.787    | 4 %      |
| 1999 | 119.904        | 5 %            | 7.688.951  | 6 %        | 20.536     | 22 %       | 18.604    | −1 %     |
| 2000 | 150.451        | 25 %           | 8.141.020  | 6 %        | 19.678     | −4 %       | 18.062    | −3 %     |
| 2001 | 146.771        | −2 %           | 7.642.409  | −6 %       | 16.716     | −15 %      | 16.324    | −10 %    |
| 2002 | 144.208        | −2 %           | 7.284.319  | −5 %       | 17.014     | 2 %        | 16.207    | −1 %     |
| 2003 | 144.903        | 0 %            | 7.595.286  | 4 %        | 18.012     | 6 %        | 10.580    | −35 %    |
| 2004 | 156.885        | 8 %            | 8.831.216  | 16 %       | 18.227     | 1 %        | 8.661     | −18 %    |
| 2005 | 160.405        | 2 %            | 9.413.671  | 7 %        | 17.305     | −5 %       | 9.352     | 8 %      |
| 2006 | 164.735        | 3 %            | 10.111.346 | 7 %        | 20.290     | 17 %       | 9.786     | 5 %      |
| 2007 | 164.531        | 0 %            | 10.328.120 | 2 %        | 20.104     | −1 %       | 9.981     | 2 %      |
| 2008 | 160.243        | −3 %           | 9.932.887  | −4 %       | 21.641     | 8 %        | 10.307    | 3 %      |
| 2009 | 141.572        | −11,7 %        | 8.941.990  | −10 %      | 18.246     | −15,7 %    | 6.766     | −34,4 %  |
| 2010 | 135.335        | −4,4 %         | 9.226.546  | 3,2 %      | 21.069     | 15,5 %     | 10.036    | 48,3 %   |
| 2011 | 136.580        | 0,9 %          | 9.591.461  | 4 %        | 20.665     | −1,9 %     | 10.384    | 3,5 %    |
| 2012 | 131.524        | −3,7 %         | 9.735.087  | 1,5 %      | 20.919     | 1,2 %      | 11.116    | 7,0 %    |
| 2013 | 124.588        | −5,3 %         | 9.588.692  | −1,5 %     | 19.211     | −8,2 %     | 10.931    | −1,7 %   |
| 2014 | 122.818        | −1,4 %         | 9.728.710  | 1,5 %      | 20.543     | 6,9 %      | 11.055    | 1,1 %    |
| 2015 | 130.485        | 4,9 %          | 10.526.920 | 8,2 %      | 20.414     | −0,6 %     | 9.486     | −14,2 %  |
| 2016 | 129.704        | −0,6 %         | 10.640.610 | 1,1 %      | 21.899     | 7,2 %      | 9.865     | 4,0 %    |
| 2017 | 127.981        | −1,3 %         | 10.975.639 | 3,1 %      | 27.065     | 23,6 %     | 9.791     | −0,8 %   |
| 2018 | 137.632        | 7,5 %          | 11.832.634 | 7,8 %      | 27.006     | −0,2 %     | 9.582     | −2,1 %   |
| 2019 | 142.341        | 3,4 %          | 12.721.441 | 7,6 %      | 25.605     | −5,1 %     | 7.519     | −21,5 %  |
| 2020 | 58.803         | −58,7 %        | 3.213.695  | −74,7 %    | 19.083     | −25,47 %   | 7.967     | 6,0 %    |
| 2021 | 62.135         | 5,7 %          | 3.582.096  | 11,5 %     | 40.523     | 112,4 %    | 8.548     | 7,3 %    |

## Aufschlüsselung nach Flugstrecken

### Insgesamt
| Rang                                                             | Ziel                    | Passagiere 2020 | Veränderung | Passagiere 2019 | Starts 2020 | Veränderung | Starts 2019 |
| ---------------------------------------------------------------- | ----------------------- | --------------- | ----------- | --------------- | ----------- | ----------- | ----------- |
| ▬1                                                               | Berlin-Tegel            | 152.477         | ▼-75,50 %   | 622.297         | 1.787       | ▼-67,11 %   | 5.434       |
| ▲2                                                               | Hamburg                 | 115.384         | ▼-68,76 %   | 369.376         | 1.475       | ▼-57,27 %   | 3.452       |
| ▲3                                                               | Istanbul-Sabiha Gökcen  | 77.124          | ▼-53,23 %   | 161.451         | 588         | ▼-45,25 %   | 1.074       |
| ▲4                                                               | Wien                    | 70.834          | ▼-74,56 %   | 278.487         | 993         | ▼-63,75 %   | 2.739       |
| ▼5                                                               | Palma de Mallorca       | 64.217          | ▼-83,62 %   | 392.035         | 700         | ▼-72,79 %   | 2.573       |
| ▬6                                                               | Istanbul                | 57.166          | ▼-71,33 %   | 199.396         | 461         | ▼-66,62 %   | 1.381       |
| ▬7                                                               | Amsterdam               | 55.441          | ▼-68,22 %   | 174.473         | 1.007       | ▼-50,88 %   | 2.050       |
| ▼8                                                               | Antalya                 | 47.049          | ▼-81,63 %   | 256.106         | 375         | ▼-76,85 %   | 1.620       |
| ▬9                                                               | London-Heathrow         | 43.847          | ▼-74,45 %   | 171.628         | 552         | ▼-64,61 %   | 1.560       |
| ▲10                                                              | Pristina                | 43.522          | ▼-50,89 %   | 88.630          | 302         | ▼-53,03 %   | 643         |
| ▲11                                                              | Thessaloniki            | 40.436          | ▼-59,56 %   | 99.998          | 325         | ▼-53,83 %   | 704         |
| ▲12                                                              | Izmir                   | 37.279          | ▼-61,20 %   | 96.084          | 334         | ▼-47,89 %   | 641         |
| ▲13                                                              | Iraklio                 | 30.650          | ▼-61,11 %   | 78.855          | 198         | ▼-58,92 %   | 482         |
| ▼14                                                              | Barcelona               | 24.015          | ▼-82,58 %   | 137.898         | 249         | ▼-72,61 %   | 909         |
| ▲15                                                              | Budapest                | 23.640          | ▼-74,14 %   | 91.399          | 308         | ▼-62,89 %   | 830         |
| ▲16                                                              | Hurghada                | 22.508          | ▼-79,36 %   | 109.059         | 148         | ▼-76,43 %   | 628         |
| ▲17                                                              | Gran Canaria            | 21.620          | ▼-67,18 %   | 65.865          | 160         | ▼-58,11 %   | 382         |
| ▲18                                                              | Fuerteventura           | 18.333          | ▼-64,80 %   | 52.089          | 126         | ▼-57,58 %   | 297         |
| ▲19                                                              | Teneriffa Süd           | 17.883          | ▼-66,62 %   | 53.582          | 126         | ▼-59,61 %   | 312         |
| ▼20                                                              | Paris Charles de Gaulle | 17.214          | ▼-79,34 %   | 83.339          | 486         | ▼-66,57 %   | 1.454       |
| ▲21                                                              | Neapel                  | 17.011          | ▼-74,27 %   | 66.123          | 151         | ▼-69,56 %   | 496         |
| ▲22                                                              | Kopenhagen              | 16.636          | ▼-80,54 %   | 85.497          | 277         | ▼-73,39 %   | 1.041       |
| ▲23                                                              | Split                   | 14.836          | ▼-68,84 %   | 47.616          | 137         | ▼-61,30 %   | 354         |
| ▲24                                                              | Catania                 | 14.678          | ▼-62,15 %   | 38.780          | 133         | ▼-53,17 %   | 284         |
| ▲25                                                              | Athen                   | 14.061          | ▼-63,28 %   | 38.294          | 129         | ▼-53,26 %   | 276         |
| In dieser Statistik sind nur Starts enthalten. (Keine Landungen) |                         |                 |             |                 |             |             |             |

### National
| Rang                                                             | Ziel               | Passagiere 2020 | Veränderung | Passagiere 2019 | Starts 2020 | Veränderung | Starts 2019 |
| ---------------------------------------------------------------- | ------------------ | --------------- | ----------- | --------------- | ----------- | ----------- | ----------- |
| ▬1                                                               | Berlin-Tegel       | 152.477         | ▼-75,50 %   | 622.297         | 1.787       | ▼-67,11 %   | 5.434       |
| ▬2                                                               | Hamburg            | 115.384         | ▼-68,76 %   | 369.376         | 1.475       | ▼-57,27 %   | 3.452       |
| ▬3                                                               | Frankfurt          | 41.600          | ▼-76,15 %   | 174.417         | 663         | ▼-65,14 %   | 1.917       |
| ▲4                                                               | Bremen             | 23.057          | ▼-44,16 %   | 85.362          | 384         | ▼-63,46 %   | 1.051       |
| ▲5                                                               | Hannover           | 17.020          | ▼-79,49 %   | 82.973          | 526         | ▼-56,71 %   | 1.215       |
| ▼6                                                               | München            | 16.454          | ▼-83,26 %   | 98.294          | 338         | ▼-79,19 %   | 1.624       |
| ▲7                                                               | Dresden            | 9.607           | ▼-79,12 %   | 45.999          | 184         | ▼-79,19 %   | 604         |
| ▲8                                                               | Berlin-Brandenburg | 9.123           | Route neu   | 0               | 221         | Route neu   | 0           |
| ▼9                                                               | Düsseldorf         | 8.880           | ▼-86,04 %   | 63.603          | 242         | ▼-69,54 %   | 1.293       |
| ▼10                                                              | Leipzig/Halle      | 3.131           | ▼-90,34 %   | 32.410          | 338         | ▼-58,83 %   | 821         |
| ▼11                                                              | Münster/Osnabrück  | 539             | ▼-80,46 %   | 2.758           | 121         | ▼-69,13 %   | 392         |
| In dieser Statistik sind nur Starts enthalten. (Keine Landungen) |                    |                 |             |                 |             |             |             |

### Kontinental
| Rang                                                             | Ziel                   | Passagiere 2020 | Veränderung | Passagiere 2019 | Starts 2020 | Veränderung | Starts 2019 |
| ---------------------------------------------------------------- | ---------------------- | --------------- | ----------- | --------------- | ----------- | ----------- | ----------- |
| 1                                                                | Istanbul-Sabiha Gökcen | 77.124          | ▼-53,23 %   | 161.451         | 588         | ▼-45,25 %   | 1.074       |
| 2                                                                | Wien                   | 70.834          | ▼-74,56 %   | 278.487         | 993         | ▼-63,75 %   | 2.739       |
| 3                                                                | Palma de Mallorca      | 64.217          | ▼-83,62 %   | 392.035         | 700         | ▼-72,79 %   | 2.573       |
| 4                                                                | Istanbul               | 57.166          | ▼-71,33 %   | 199.396         | 461         | ▼-66,62 %   | 1.381       |
| 5                                                                | Amsterdam              | 55.441          | ▼-68,22 %   | 174.473         | 1.007       | ▼-50,88 %   | 2.050       |
| 6                                                                | Antalya                | 47.049          | ▼-81,63 %   | 256.106         | 375         | ▼-76,85 %   | 1.620       |
| 7                                                                | London-Heathrow        | 43.847          | ▼-74,45 %   | 171.628         | 552         | ▼-64,61 %   | 1.560       |
| 8                                                                | Pristina               | 43.522          | ▼-50,89 %   | 88.630          | 302         | ▼-53,03 %   | 643         |
| 9                                                                | Thessaloniki           | 40.436          | ▼-59,56 %   | 99.998          | 325         | ▼-53,83 %   | 704         |
| 10                                                               | Izmir                  | 37.279          | ▼-61,20 %   | 96.084          | 334         | ▼-47,89 %   | 641         |
| 11                                                               | Iraklio                | 30.650          | ▼-61,11 %   | 78.855          | 198         | ▼-58,92 %   | 482         |
| 12                                                               | Barcelona              | 24.015          | ▼-82,58 %   | 137.898         | 249         | ▼-72,61 %   | 909         |
| 13                                                               | Budapest               | 23.640          | ▼-74,14 %   | 91.399          | 308         | ▼-62,89 %   | 830         |
| 14                                                               | Gran Canaria           | 21.620          | ▼-67,18 %   | 65.865          | 160         | ▼-58,11 %   | 382         |
| 15                                                               | Teneriffa Süd          | 17.883          | ▼-66,62 %   | 53.582          | 126         | ▼-59,61 %   | 312         |
| In dieser Statistik sind nur Starts enthalten. (Keine Landungen) |                        |                 |             |                 |             |             |             |

### Interkontinental
| Rang                                                             | Ziel            | Passagiere 2020        | Veränderung            | Passagiere 2019 | Starts 2020 | Veränderung | Starts 2019 |
| ---------------------------------------------------------------- | --------------- | ---------------------- | ---------------------- | --------------- | ----------- | ----------- | ----------- |
| 1                                                                | Hurghada        | 22.508                 | ▼-79,36 %              | 109.059         | 148         | ▼-76,43 %   | 628         |
| 2                                                                | Atlanta         | 7.952                  | ▼-88,03 %              | 66.427          | 57          | ▼-82,51 %   | 326         |
| 3                                                                | Marrakesch      | 3.455                  | ▼-71,59 %              | 12.162          | 27          | ▼-64,47 %   | 76          |
| 4                                                                | Boa Vista Rabil | 1.798                  | ▼-76,35 %              | 7.604           | 12          | ▼-76,00 %   | 50          |
| 5                                                                | Monastir        | 1.484                  | ▼-87,43 %              | 11.803          | 12          | ▼-83,56 %   | 73          |
| –                                                                | Marsa Alam      | keine Daten im Bericht | keine Daten im Bericht | 13.298          | –           | –           | 75          |
| In dieser Statistik sind nur Starts enthalten. (Keine Landungen) |                 |                        |                        |                 |             |             |             |

### Nach Ländern
| Rang                                                             | Ziel           | Passagiere 2018 | Veränderung | Passagiere 2017 | Starts 2018 | Veränderung | Starts 2017 |
| ---------------------------------------------------------------- | -------------- | --------------- | ----------- | --------------- | ----------- | ----------- | ----------- |
| 1                                                                | Deutschland    | 1.627.884       | ▲7,63 %     | 1.512.534       | 22.171      | ▲10,12 %    | 20.133      |
| 2                                                                | Spanien        | 877.376         | ▲1,93 %     | 860.768         | 5.882       | ▲2,78 %     | 5.723       |
| 3                                                                | Türkei         | 743.621         | ▲17,4 %     | 633.387         | 4.781       | ▲12,31 %    | 4.257       |
| 4                                                                | Griechenland   | 338.885         | ▲5,71 %     | 320.583         | 2.294       | ▲6,06 %     | 2.163       |
| 5                                                                | Großbritannien | 332.870         | ▼-8 %       | 361.801         | 3.177       | ▼-9,67 %    | 3.517       |
| 6                                                                | Italien        | 301.438         | ▲1,72 %     | 296.346         | 2.917       | ▲8,88 %     | 2.679       |
| 7                                                                | Österreich     | 244.836         | ▲3,25 %     | 237.135         | 2.990       | ▲6,52 %     | 2.807       |
| 8                                                                | Niederlande    | 174.293         | ▲5,9 %      | 164.576         | 2.033       | ▲3,94 %     | 1.956       |
| 9                                                                | Portugal       | 171.627         | ▲18,35 %    | 145.013         | 1.467       | ▲29,71 %    | 1.131       |
| 10                                                               | Ägypten        | 108.006         | ▲24,25 %    | 86.923          | 629         | ▲23,58 %    | 509         |
| 11                                                               | Frankreich     | 100.904         | ▼-6,81 %    | 108.272         | 2.188       | ▼-0,41 %    | 2.197       |
| 12                                                               | Schweiz        | 92.231          | ▼-2,26 %    | 94.367          | 1.799       | ▼-0,99 %    | 1.817       |
| 13                                                               | Kroatien       | 84.359          | ▲3,55 %     | 81.466          | 747         | ▲2,33 %     | 730         |
| 14                                                               | Kosovo         | 74.848          | ▲50,54 %    | 49.719          | 530         | ▲41,33 %    | 375         |
| 15                                                               | Irland         | 72.757          | ▲181,47 %   | 25.849          | 527         | ▲150,95 %   | 210         |
| In dieser Statistik sind nur Starts enthalten. (Keine Landungen) |                |                 |             |                 |             |             |             |